# حريق ميت غمر 1902
حريق ميت غمر هو كارثة اندلاع نيران هائلة شهدتها مدينة ميت غمر بمحافظة الدقهلية في عام 1902، مما أدى إلى تدمير مئات المنازل والمنشآت، وأسفر عن خسائر بشرية ومادية جسيمة.

## تفاصيل الحريق
بدأت الكارثة في أوائل مايو 1902، عندما اندلع حريق في أحد المنازل بالمدينة. وبسبب الرياح القوية والمواد القابلة للاشتعال المستخدمة في البناء، انتشرت النيران بسرعة كبيرة، مما أدى إلى:
احتراق 548 منزلًا و97 شادرًا للأسواق والمحلات التجارية والمقاهي. مصرع 61 شخصًا، وإصابة 100 آخرين بحروق. امتداد الحريق إلى قرية العزيزية بمحافظة الشرقية، متسببًا في تدمير 200 منزل ومقتل 6 أشخاص وإصابة 6 آخرين. قدرت الخسائر المالية بحوالي 250 ألف جنيه، وهو مبلغ ضخم في ذلك الوقت. بعض الصحف المعاصرة ذكرت أن عدد الضحايا قد تجاوز الآلاف، حيث كان بعض السكان يلقون بأنفسهم في النهر هربًا من النيران التي أمسكت بهم.
كان للحريق أثر سلبي تاريخي كبير على المدينة حيث ساهم في دمار عدة مباني تاريخية أثرية قديمة في المدينة ترجع للعصرين المملوكي والعثماني وغيرهما.

## التداعيات والإجراءات اللاحقة
كان للحريق تأثير كارثي على المدينة وسكانها، مما دفع السلطات إلى اتخاذ إجراءات لاحقة، منها:
تخصيص ميزانية بلغت 48 ألف جنيه لإعادة إعمار المدينة. تحسين وسائل الإطفاء وإعادة تخطيط المباني بشكل أكثر أمانًا. تدخل شخصيات بارزة في جهود الإغاثة، مثل الإمام محمد عبده، الذي استخدم موارد الجمعية الخيرية الإسلامية، وأطلق حملة لجمع التبرعات من الأمراء والأثرياء لدعم المتضررين.وكان الأثرياء دور في إعانة منكوبي الحريق عن طريق التبرعات تشجع الأدباء والمفكرين مثل مصطفى لطفي المنفلوطي، والشيخ علي يوسف، ومحمد لطفي جمعة على التبرع ودعم إعادة إعمار المدينة. كما ظهرت ملامح بطولة وشجاعة الشباب حيث عمل الشباب على إعادة ترميم المبان والمحال المحترقة مجانا.

## التوثيق والتغطية الإعلامية

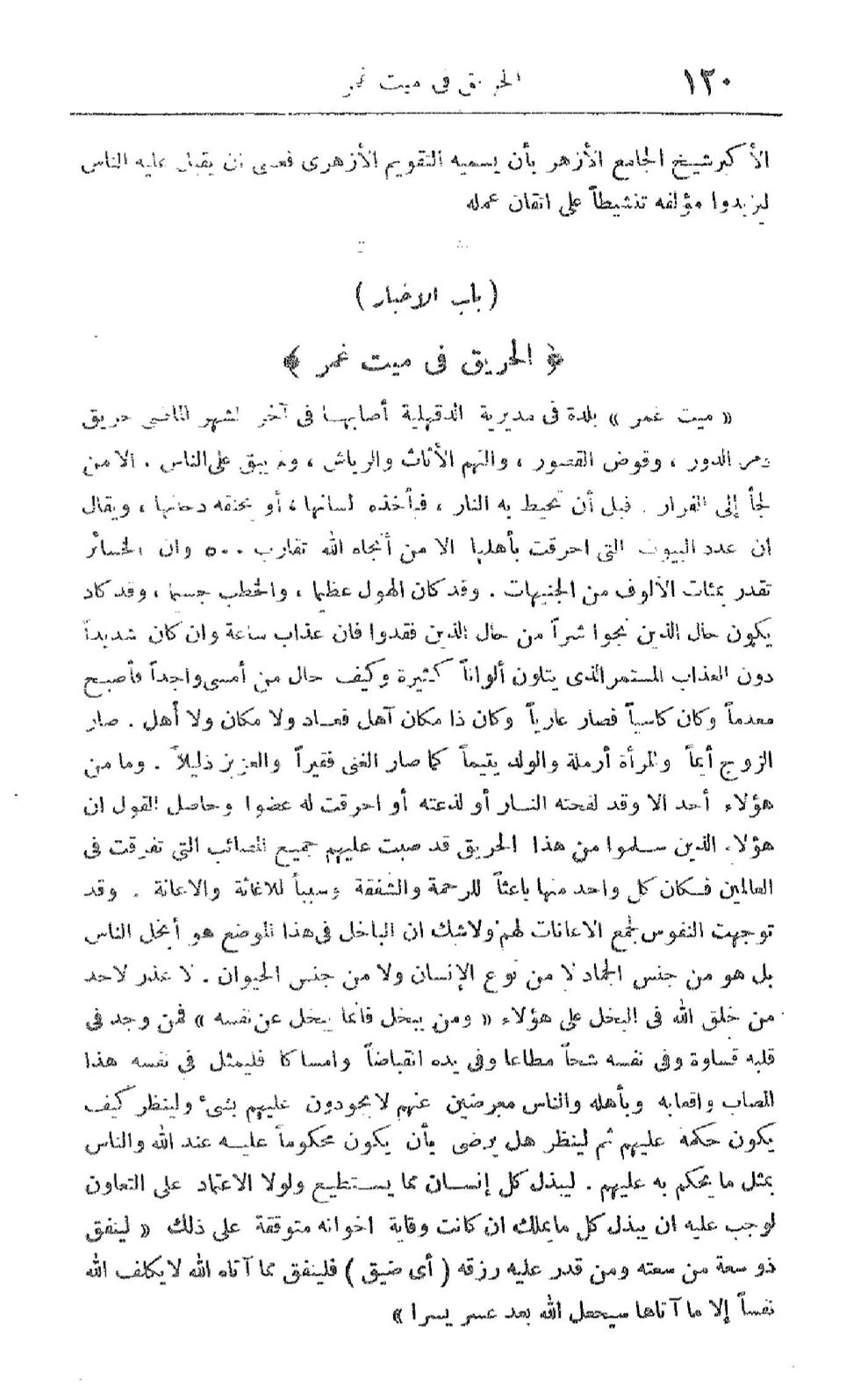
صورة لخبر حريق ميت غمر عام 1902 بجريدة المنار.

حظي الحريق بتغطية واسعة في الصحف المصرية والعالمية آنذاك، ومن أبرزها في مصر جريدة المنار، التي نشرت تقريرًا مفصلًا عن الكارثة وتأثيرها على سكان المدينة.

## التأثير الأدبي
كان حجم الفاجعة صادمًا لدرجة تناول عدد من الأدباء والشعراء الحادث في كتاباتهم حيث أنها ألهمت كبار الأدباء، ليسجّلوا أصداء الكارثة في قصائد خالدة تعكس هول المصاب ومعاناة الأهالي ومنهم:

### أحمد شوقي
كتب أمير الشعراء أحمد شوقي قصيدة مكونة من 44 بيتًا، متأثرًا بالحريق، ومطلع أبياتها:

### حافظ إبراهيم
اهتم حافظ إبراهيم بأمر الحدث ووصف المأساة في قصيدة كتبها مكونة من 24 بيتًا، ومطلعها:
وفي نهايتها كتب بيتاً معبراً يدل على مدي الكارثة التي حلت على المدينة وأهلها حيث قال:
أحمد محرم 
كتب الشاعر أحمد محرم أبياتاً في تصوير الفاجعة قال فيها: